# Оседжі

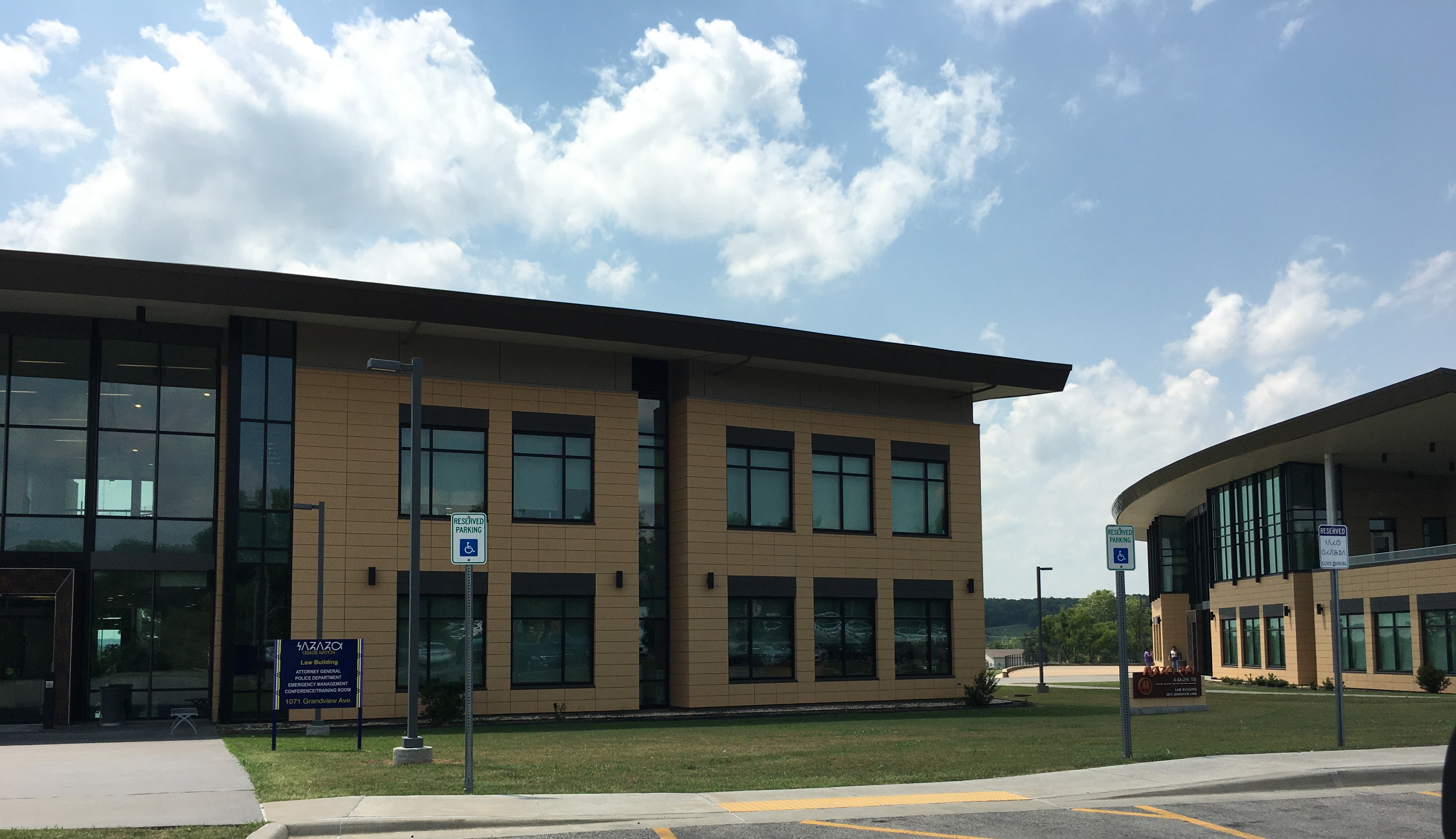
Урядові будівлі корінного народу в містечку Погаска, Оклагома

Осейдж (ос. 𐓁𐓣 𐓂𐓤𐓘𐓯𐓤𐓘͘‎, Ni Okašką – Люди Середніх Вод) – корінний народ Північної Америки з групи індіанських племен дегіха. Розмовляють декількома мовами, що належать до мовної групи сіу. Переважна більшість мешкає в окрузі Осадж, що в Оклахомі.

## Назва
Англійська назва осейдж (англ. Osage) або оседж (фр. Osage) походить від французької вимови окремого племінного імені, яке мало б перекладатися як «Спокійна Вода». Французькі поселенці вважали його іменем усієї громади, тож згодом воно поширилося на увесь народ.
Самі оседжі називають себе важаже (ос. 𐓏𐓘𐓻𐓘𐓻𐓟, Wažaže — Люди Води), однак ця назва стосується, переважно, племінної групи гункаг (ос. 𐒹𐓶𐓩𐓤𐓘𐓡, HunKah — Люди Землі), однієї з двох давніх родинних груп — іншою була тзіжо (ос. 𐓈𐓺𐓣𐓻𐓪, TziŽo — Люди Неба).

## Історія

### До європейської колонізації

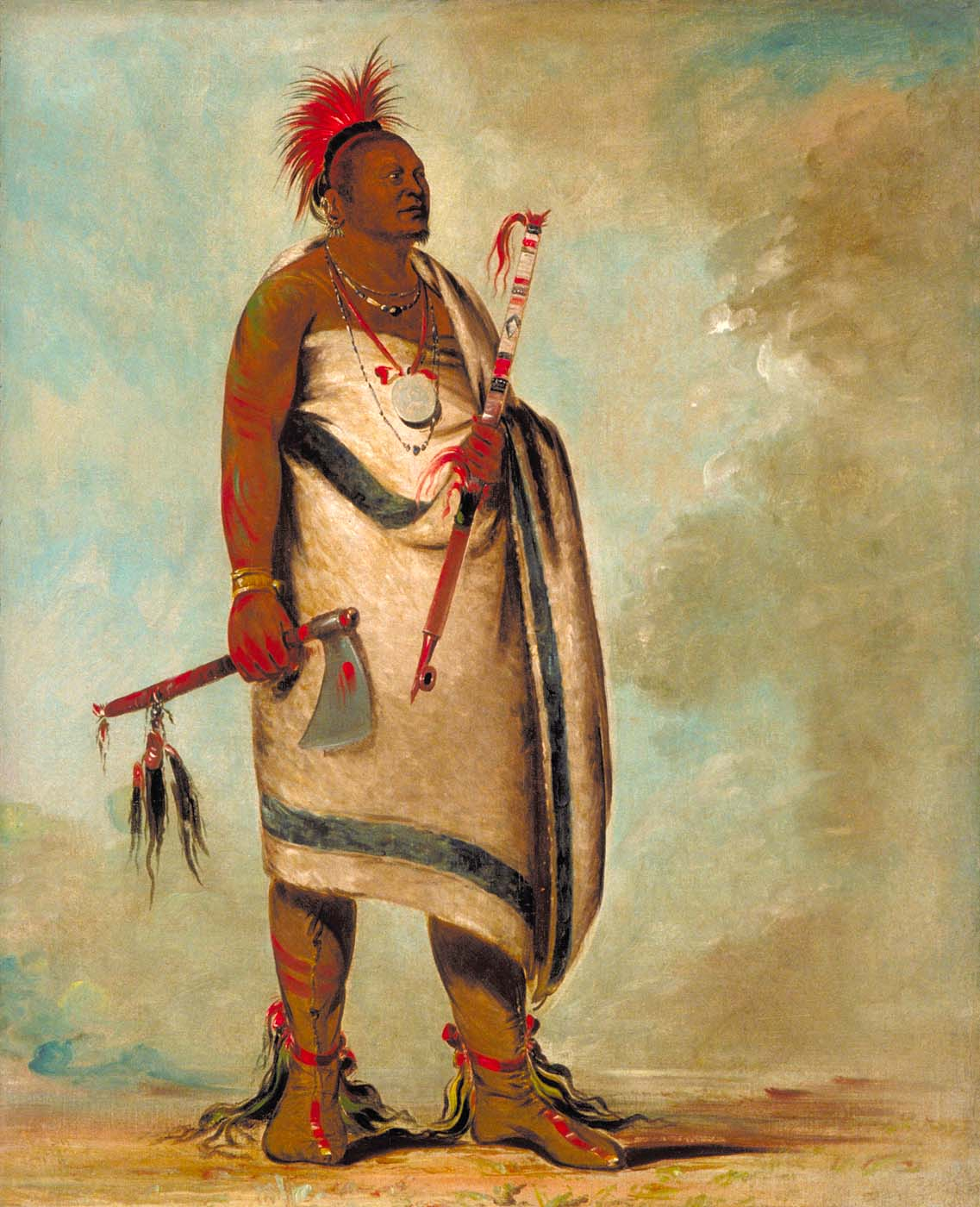
Шока Сейб (Чорний Пес) — вождь племені оседж. Малюнок 1834 року, автором є дослідник корінних народів Америки, художник Джордж Кетлін

У сучасному вигляді народ розвинувся у долинах річок Огайо та Міссісіпі приблизно у 700 році до н. е. разом із іншими племенами дегіха: омага, понка, панза, куапау тощо.

### Колонізація
У XVII столітті, разом з іншими народами, оседжі почали переселятися на захід від узбережжя Атлантичного океану, спочатку оселившись на плато Підмонт між річками Джеймс і Саванна в сучасних штатах Вірджинія та Кароліна. Через деякий час вони поселилися на плато Озарк і у степах на заході сучасного штату Міссурі. Тоді п'ять племен розділилися, а оседжі залишилися в селищах на річці Оседж, де французький науковець Жак Маркетт зафіксував їх перебування в 1673 році. Вони залишалися там до початку XIX століття, коли вони були вигнані урядом Сполучених Штатів Америки на захід, до долини річки Неошо поблизу міста Канзас. Оселившись у резервації, оседжі вирізнялися наполегливим неприйняттям панування американської культури, продовжували носити свої строї й будувати звичні домівки. Також не заохочувалося вживання спиртних напоїв.

### Сучасність
Відкриття нафтових покладів у резервації наприкінці XIX століття та угода з урядом США, згідно з якою всі права на корисні копалини в резервації повинні були зберігатися за племенем (із відповідним розподілом роялті на кожного члена племені), зробили оседжів досить заможною громадою.

У 1881 році було вперше ухвалено конституцію корінного народу, яка, однак, не мала законної сили через спротив уряду США та антиіндіанські настрої.

Округа Осейдж, створена у колишніх межах резервації

Корінний народ отримав федеральне визнання та автономію 1994 року після багатьох років боротьби з антиіндіанськими настроями в країні.
У 2006 році було ухвалено Конституцію корінного народу Осадж, що містила основні засади конституції 1881 року.
Станом на 2017 рік, загальна чисельність народу складає 47 350 осіб. Основна частка населення мешкає в однойменній окрузі Осадж штату Оклахома. У адміністративному центрі округи, містечку Погаска (ос. 𐓄𐓘𐓢𐓶𐓮𐓤𐓘, Hpahyuska), розташовані уряд та культурний центр корінного народу.

## Цікаві факти
Низці жорстоких убивств заможних представників корінного народу оседжів, що були здійснені на початку XX століття американцями європейського походження (що прибували до Оклагоми на тлі відкриття нафтових покладів та економічної кризи), жертвами яких стали понад 60 осіб, присвячена історичне документальне дослідження Девіда Ґренна під назвою Вбивці квіткової повні: таємниця індіанських убивств та народження ФБР, а також однойменна стрічка 2023 року американського режисера Мартіна Скорсезе, яка отримала багато схвальних відгуків.